# Pyroderces
Pyroderces is een geslacht van vlinders uit de familie prachtmotten (Cosmopterigidae).

## Soorten
- P. aellotricha (Meyrick, 1889)
- P. amphisaris Meyrick, 1922
- P. anaclastis Meyrick, 1897
- P. anarithma (Meyrick, 1889)
- P. anoista Bradley, 1956
- P. anthinopa Meyrick, 1917
- P. apparitella (Walker, 1864)
- P. argentata Koster, 2010
- P. argobalana Meyrick, 1915
- P. argyrogrammos (Zeller, 1847)
- P. argyrostrepta Meyrick, 1897
- P. argyrozona Lower, 1904
- P. bicincta Ghesquière, 1940
- P. brosi Riedl, 1969
- P. caesaris Gozmany, 1957
- P. calefacta Meyrick, 1922
- P. carpophila Ghesquière, 1940
- P. cecidicida Ghesquière, 1940
- P. centropecta Meyrick, 1931
- P. centrophanes (Meyrick, 1915)
- P. cervinella (Walsingham, 1897)
- P. coridophaga Meyrick, 1925
- P. chalcoptila (Meyrick, 1922)
- P. charisia Meyrick, 1897
- P. dactyliota Meyrick, 1931
- P. deamatella (Walker, 1864)
- P. diplecta Meyrick, 1935
- P. embrochota Meyrick, 1914
- P. eumelaena Meyrick, 1897
- P. eupogon Turner, 1926
- P. euryspora Meyrick, 1922
- P. exagria Meyrick, 1915
- P. firma (Meyrick, 1911)
- P. gymnocentra Meyrick, 1937
- P. haemodryas Meyrick, 1930
- P. hapalodes Turner, 1923
- P. hemipelta (Meyrick, 1917)
- P. hemizopha (Meyrick, 1916)
- P. holotherma Meyrick, 1936
- P. irrigua Meyrick, 1915
- P. jonesella Legrand, 1966
- P. klimeschi Rebel, 1938
- P. leptarga (Meyrick, 1914)
- P. longalitella Legrand, 1966

- P. lunulifera Meyrick, 1934
- P. melanosarca Meyrick, 1937
- P. mesoptila (Meyrick, 1915)
- P. mythologica (Meyrick, 1917)
- P. narcota (Meyrick, 1909)
- P. nephelopyrrha (Meyrick, 1917)
- P. nesophora Meyrick, 1897
- P. ocreella Viette, 1955
- P. orphnographa Meyrick, 1936
- P. oxyptila Meyrick, 1928
- P. oxysema Meyrick, 1897
- P. palmicola Ghesquière, 1940
- P. paroditis Meyrick, 1928
- P. phaeostigma Bradley, 1961
- P. philogeorga Meyrick, 1933
- P. pogonias Turner, 1923
- P. ptilodelta Meyrick, 1922
- P. pyrrhodes Meyrick, 1897
- P. repandatella Legrand, 1965
- P. resoluta Diakonoff, 1948
- P. rhizonympha Meyrick, 1924
- P. risbeci Ghesquière, 1940
- P. sesamivora Meyrick, 1933
- P. sphenosema Meyrick, 1897
- P. strangalota Meyrick, 1922
- P. symbolias Meyrick, 1915
- P. syngalactis Meyrick, 1928
- P. tenuilinea Turner, 1923
- P. terminella (Walker, 1864)
- P. tersectella (Zeller, 1877)
- P. tethysella Koster & Sinev, 2003
- P. tetradesma Meyrick, 1897
- P. thalamaula Meyrick, 1915
- P. thermophila Lower, 1900
- P. urantha (Meyrick, 1914)
- P. wolschrijni Koster & Sinev, 2003